# Георги Наков (Междурек)
Георги Наков Каранаков Георгиев е български революционер, деец на Вътрешната македоно-одринска революционна организация.

## Биография
Роден е в 1872 година в кукушкото село Междурек, тогава в Османската империя, днес Мелисургио, Гърция. Включва се в националноосвободителните борби на българите в Македония и в 1900 година влиза във ВМОРО, като действа като легален деец. През 1903 година четата на войводата Кръстьо Асенов е открита в село Тодорак и след сражението властите правят масови обиски с цел да открият ятаците на четите. По предателство на куриера Митю Казака от село Бурсук, че четата от Бурсук е била в Междурек, властта арестува Наков, който е изпратен в Сяр, а после в Кукуш, където е изтезаван. В Солун е осъден на 10 години затвор. След 15 месеца е освободен с общата амнистия на политическите затворници от 1904 година.
На 13 април 1943 година, като жител на Пловдив, подава молба за българска народна пенсия. Молбата е одобрена и пенсията е отпусната от Министерския съвет на Царство България.